# L'amour est un oiseau rebelle
Pour les articles homonymes, voir Amour (homonymie), Oiseau (homonymie) et Rebelle.
L'amour est un oiseau rebelle est une célèbre chanson d'amour-aria romantique et tragique, sur le rythme d'une habanera, du premier acte de l'opéra-comique Carmen de Georges Bizet de 1875, d'après la nouvelle Carmen de Prosper Mérimée de 1847.

## Histoire
Cet air est fortement inspiré de l'œuvre El Arreglito (Le Petit Arrangement) de Sebastián Iradier, interprétée en 1863 par la soprano Mila Traveli, au théâtre impérial italien de Paris. L'opéra Carmen est joué pour la première fois le 3 mars 1875 au théâtre national de l'Opéra-Comique de Paris. « L'amour est un oiseau rebelle » est chanté par la gitane mezzo-soprano Carmen, dans le premier acte du personnage principal (où le public la découvre). L'air se termine par une belle fleur que Carmen lance à Don José.

À noter, que cet air fut écrit pendant les répétitions, Célestine Galli-Marié (créatrice du rôle), le trouvant peu à son goût ... 
"Elle voulait dès son entrée produire un grand effet, camper fièrement et définitivement le personnage de la bohémienne et, pour cela, elle désirait un air caractéristique, quelque chose comme une chanson de crû - chanson Espagnole ou pastiche très coloré, légèrement troublant, - où elle pût à loisir déployer l'arsenal complet de ce que j'appellerai volontiers ses perversités artistiques : caresses de la voix et du sourire, inflexions voluptueuses, œillades assassines, gestes troublants." 
La chanson d'entrée de Carmen fut ainsi remaniée 13 fois, avant que la dernière version ne soit adoptée.
Les paroles de la première version : 
L'amour est enfant de bohème
Il n'a jamais, jamais, connu de loi
Si tu ne m'aimes pas, je t'aime
Et si je t'aime, tant pis pour toi
Hasard et fantaisie,
Ainsi commencent les amours !
Et voilà pour la vie
Ou pour six mois ou pour huit jours !
Un matin sur la route
On trouve l'amour - il est là !
Il vient sans qu'on s'en doute
Et sans qu'on s'en doute il s'en va !
Il vous prend, vous enlève,
Il fait de vous tout ce qu'il veut !
C'est un délire, un rêve,
Et ça dure ce que ça peut !
L'amour est enfant de bohème
Il n'a jamais, jamais, connu de loi
Si tu ne m'aimes pas, je t'aime
Et si je t'aime, tant pis pour toi
L'amour est un oiseau rebelle
Que nul ne peut apprivoiser
Et c'est bien en vain qu'on l'appelle
S'il lui convient de refuser
Rien n'y fait, menace ou prière
L'un parle bien, l'autre se tait
Et c'est l'autre que je préfère
Il n'a rien dit, mais il me plaît
L'amour est enfant de bohème
Il n'a jamais, jamais, connu de loi
Si tu ne m'aimes pas, je t'aime
Et si je t'aime, tant pis pour toi

### Thème
L'opéra Carmen est écrit sur le thème d'un drame romantique d'amour passionné, tragique et fatal entre Carmen (une jeune et très belle gitane bohémienne andalouse, cigarière de la manufacture des tabacs de Séville en Andalousie en Espagne du début du XIXe siècle) et Don José (jeune séduisant caporal brigadier des dragons, chargé de surveiller la manufacture).
Carmen a beaucoup de prétendants à qui elle chante sa chanson d'amour « Quand je vous aimerai ?, ma foi, je ne sais pas, peut-être jamais, peut-être demain, mais pas aujourd'hui, c'est certain !, l'amour est un oiseau rebelle, que nul ne peut apprivoiser, l'amour est enfant de bohème, il n'a jamais jamais connu de loi, si tu ne m'aimes pas je t'aime, si je t'aime prends garde à toi. » Elle  choisit Don José parmi les hommes qui l'entourent en lui jetant une fleur, puis le séduit, le manipule, l'ensorcelle et le dévoie. Don José, éperdument séduit et amoureux, déserte l'armée et est entraîné comme complice de banditisme, vol, contrebande et meurtre par sa belle bohémienne. Dénoncé, pris, emprisonné, et condamné à mort pour ses nombreux crimes et forfaits, il est rejeté par Carmen, tombée amoureuse d'un autre (du toréador Escamillo). « Les amours de Carmen ne durent pas six mois. », « Jamais Carmen ne cédera : libre elle est née, et libre elle mourra. » Don José, abandonné, perdu, anéanti, ivre d'amour, de douleur et de jalousie, la poignarde à mort, en plein spectacle de corrida d'Escamillo.

## Paroles

Début de l'air.

Quand je vous aimerai ?
Ma foi, je ne sais pas,
Peut-être jamais, peut-être demain.
Mais pas aujourd'hui, c'est certain !
L'amour est un oiseau rebelle
Que nul ne peut apprivoiser
Et c'est bien en vain qu'on l'appelle
S'il lui convient de refuser
Rien n'y fait, menace ou prière
L'un parle bien, l'autre se tait
Et c'est l'autre que je préfère
Il n'a rien dit, mais il me plaît
L'amour (× 4)
L'amour est enfant de bohème
Il n'a jamais, jamais, connu de loi
Si tu ne m'aimes pas, je t'aime
Et si je t'aime, prends garde à toi
Prends garde à toi
Si tu ne m'aimes pas, si tu ne m'aimes pas, je t'aime
Prends garde à toi
Mais si je t'aime, si je t'aime, prends garde à toi
L'amour est enfant de bohème
Il n'a jamais jamais connu de loi
Si tu ne m'aimes pas, je t'aime
Et si je t'aime, prends garde à toi
Prends garde à toi
Si tu ne m'aimes pas, si tu ne m'aimes pas, je t'aime
Prends garde à toi
Mais si je t'aime, si je t'aime, prends garde à toi
L'oiseau que tu croyais surprendre
Battit de l'aile et s'envola
L'amour est loin, tu peux l'attendre
Tu ne l'attends plus, il est là
Tout autour de toi, vite, vite
Il vient, s'en va, puis il revient
Tu crois le tenir, il t'évite
Tu crois l'éviter, il te tient
L'amour (× 4)
L'amour est enfant de bohème
Il n'a jamais jamais connu de loi
Si tu ne m'aimes pas, je t'aime
Et si je t'aime, prends garde à toi
Prends garde à toi
Si tu ne m'aimes pas, si tu ne m'aimes pas, je t'aime
Prends garde à toi
Mais si je t'aime, si je t'aime, prends garde à toi
L'amour est enfant de bohème
Il n'a jamais jamais connu de loi
Si tu ne m'aimes pas, je t'aime
Et si je t'aime, prends garde à toi
Prends garde à toi
Si tu ne m'aimes pas, si tu ne m'aimes pas, je t'aime
Prends garde à toi
Mais si je t'aime, si je t'aime, prends garde à toi

## Utilisation dans d'autres œuvres
- 1948 : Les Amours de Carmen, de Charles Vidor, avec Rita Hayworth et Glenn Ford
- 1954 : Carmen Jones d'Otto Preminger, film musical inspiré de la comédie musicale Carmen Jones d'Oscar Hammerstein II (grands succès de Broadway).
- 2004 : Les Choristes, de Christophe Barratier, avec Gérard Jugnot, François Berléand, Jean-Baptiste Maunier (une des musiques du film).
- 2021 : dans le film Mes frères et moi.
- 2023 : Super Mario Bros., le film, d'Aaron Horvath et Michael Jelenic (en), parmi les musiques du film (en) ; la chanson est interprétée par Anita Rachvelishvili et Orchestre symphonique national de la RAI, sous la direction de Giacomo Sagripanti[6].